# Université d'Akron Press
 (novembre 2020).
Le contenu est difficilement compréhensible vu les erreurs de traduction, qui sont peut-être dues à l'utilisation d'un logiciel de traduction automatique.
L'Université d'Akron Press,, est une presse universitaire à but non lucratif qui fait partie de l'Université d'Akron. Fondée en 1988, la presse est actuellement dirigée par Jon Miller et est membre de l'Association of American University Presses.
L'Université d'Akron Press publie des titres savants, universitaires, régionaux et littéraires dans plusieurs séries, notamment : Ohio History and Culture ; Akron Series in Poetry ; Contemporary Poetics ; The Center for the History of Psychology Series ; The Bliss Institute Series ; The NCCAkron Series in Dance.
La presse distribue également les travaux du psychologue Jacob Robert Kantor (1888–1984) sous la marque Principia Press.
Chaque année, la Presse propose le Akron Poetry Prize, un concours ouvert à tous les poètes écrivant en anglais. Le manuscrit gagnant est publié dans la série Akron en poésie. L'éditeur actuel de la série Akron en poésie est Mary Biddinger.